# Octavi Sagitta
Octavi Sagitta (en llatí Octavius Sagitta) va ser un magistrat romà del segle i.
Va ser tribú de la plebs l'any 58. Va matar la seva amant Pòncia Postúmia perquè es va negar a casar-se amb ell després d'haver promès fer-ho. Acusat pel pare de la noia, va ser condemnat a deportatio in insulam (deportació a una illa), la pena més alta segons la Llei Cornelia de sicariis et veneficis. A la guerra civil de l'any 69, l'any dels quatre emperadors, que hi va haver a la mort de Neró, va poder tornar a Roma, però el 70 el càstig li va ser confirmat pel senat romà.